# Rochade (hoorspel)
Rochade is een hoorspel van Otto Grünmandl. Rochade werd op 21 juli 1967 door Radio Bremen uitgezonden. Kees Walraven vertaalde het en de AVRO zond het uit op donderdag 27 maart 1969, van 21.50 uur tot 22.30 uur. De regisseur was Dick van Putten.

## Rolbezetting
- Bert van der Linden (Pyjama)
- Hans Veerman (wachtmeester)
- Wam Heskes (Bril)

## Inhoud
Als de wachtmeester "zijn" tuchthuisgevangene met vriendschappelijke welwillendheid behandelt, als hij hem bijna teder "Pyjama" noemt om voor hem zelfs de gestreepte gevangensplunje aangenaam te maken, dan verwacht hij natuurlijk ook een tegemoetkoming vanwege zijn "kwekeling". Hij maakt hem duidelijk, dat het tot de plichten van een dankbare gevangene behoort de dienst van de opzichter moeilijk te maken, hem namelijk de mogelijkheid te geven zich als beambte te onderscheiden, bijvoorbeeld door hem te dwingen een uitbraakpoging te verijdelen. Maar de gevangene heeft zich voorgenomen zijn straf in deemoed uit te zitten. Hij weet immers dat hij ze verdiend heeft. En zo zijn de rollen reeds bedenkelijk verschoven, vooraleer het komt tot wat in de taal van de schaakspeler "rochade" wordt genoemd.